# Norops quercorum
Norops quercorum este o specie de șopârle din genul Norops, familia Polychrotidae, descrisă de Fitch 1979. A fost clasificată de IUCN ca specie cu risc scăzut. Conform Catalogue of Life specia Norops quercorum nu are subspecii cunoscute.